# John Fraser (homme politique britanno-colombien)
Pour les articles homonymes, voir John Fraser et Fraser.
John Anderson Fraser (4 avril 1866-8 mai 1960) est un homme politique canadien en Colombie-Britannique. Il est député fédéral conservateur de la circonscription britanno-colombienne de Cariboo de 1869 à 1900.
Il est également député provincial conservateur de Cariboo de 1909 à 1916.

## Biographie
Né à Shakespeare (en) dans le Canada-Ouest, Fraser fréquente la Stratford Collegiate Institute et devient directeur de la John A. Fraser and Company. Il enseigne ensuite dans des écoles d'Ontario et de Colombie-Britannique.

## Famille
Son fils, Alexander Fraser est également député de Cariboo, membre du caucus créditiste, de 1969 à 1989, ainsi que ministre des Transports et des Autoroutes de 1975 à 1986.